# Кубок Азербайджану з футболу 2010—2011
Кубок Азербайджану з футболу 2010–2011 — 19-й розіграш кубкового футбольного турніру в Азербайджані. Переможцем втретє у своїй історії став Хазар-Ланкаран.

## Перший раунд
| Команда 1      | Рахунок         | Команда 2              |
| -------------- | --------------- | ---------------------- |
| 26 жовтня 2010 |                 |                        |
| Карван (2)     | 1:1 дч пен. 3:4 | МКТ Араз (2)           |
| Бакили (2)     | 0:1             | Карадаг (Локбатан) (2) |
| Нефтчала (2)   | 0:2             | Шуша (2)               |
| Шамкір (2)     | 1:3             | Ряван (2)              |
| 27 жовтня 2010 |                 |                        |
| Шахдаг (2)     | 0:3             | Гянджа                 |
| Абшерон (2)    | 4:0             | МОІК                   |

## Другий раунд
| Команда 1       | Рахунок         | Команда 2              |
| --------------- | --------------- | ---------------------- |
| 7 грудня 2010   |                 |                        |
| Карабах (Агдам) | 0:0 дч пен. 3:4 | Туран                  |
| 8 грудня 2010   |                 |                        |
| Гянджа          | 1:3             | Нефтчі (Баку)          |
| Габала          | 2:0             | Карадаг (Локбатан) (2) |
| Сімург          | 1:1 дч пен. 2:5 | Абшерон (2)            |
| Ряван (2)       | 1:2             | АЗАЛ                   |
| Баку            | 1:1 дч пен. 5:3 | Мугань                 |
| Хазар-Ланкаран  | 3:1             | МКТ Араз (2)           |
| Шуша (2)        | 1:4             | Інтер (Баку)           |

## Чвертьфінали
Перші матчі відбулися 2-3 березня, а матчі-відповіді 8-9 березня 2011 року.
| Команда 1     | Заг. | Команда 2      | 1-й матч | 2-й матч |
| ------------- | ---- | -------------- | -------- | -------- |
| АЗАЛ          | 3:1  | Туран          | 2:0      | 1:1      |
| Нефтчі (Баку) | 4:5  | Хазар-Ланкаран | 3:4      | 1:1      |
| Габала        | 0:1  | Баку           | 0:0      | 0:1      |
| Абшерон (2)   | 0:1  | Інтер (Баку)   | 0:1      | 0:0      |

## Півфінали
Перші матчі відбулися 27 квітня, а матчі-відповіді 4 травня 2011 року.
| Команда 1      | Заг.    | Команда 2 | 1-й матч | 2-й матч |
| -------------- | ------- | --------- | -------- | -------- |
| Хазар-Ланкаран | 2:2 (ч) | Баку      | 1:0      | 1:2      |
| Інтер (Баку)   | 1:0     | АЗАЛ      | 0:0      | 1:0      |

## Фінал
| 24 травня 2011 20:00 (UTC+4) |

| Інтер (Баку) | 1:1 дч пен. 2:4 | Хазар-Ланкаран |
| ------------ | --------------- | -------------- |
| Карлсон 100' | Протокол        | Паркс 91'      |

| Республіканський стадіон імені Тофіка Бахрамова, Баку Глядачів: 10 000 Арбітр: Фаріз Юсіфов |